# Christel Goltz
Christel Goltz fue una soprano dramática alemana que nació en Dortmund en 1912 y murió en Baden bei Wien cerca de Viena en noviembre de 2008, famosa por sus interpretaciones de Salomé y Elektra.
Karl Böhm la contrató en 1936 para la Ópera de Dresde y en 1944, a la Wiener Staatsoper donde conmocionó como Salomé de Richard Strauss permaneciendo en el escenario vienés por más de veinte temporadas en 28 roles y 430 funciones.
Fue muy admirada en el Metropolitan Opera de Nueva York, San Francisco, Chicago, Milán, Londres, París, Zúrich y el Teatro Colón de Buenos Aires donde cantó en 1951-53 Salomé, Elektra, Jenufa, Senta, Octavian, Fidelio, Wozzeck y El castillo de Barba Azul.
Otros roles fueron Renata en El ángel de fuego de Prokófiev, Rezia, Ágata, Abigaille, Amelia, Tosca, Desdémona, Die Frau ohne Schatten, Leonora, Turandot, Jocasta y Antígona de Carl Orff y Penelope de Rolf Liebermann que creó en la premier mundial de 1954.

## Discografía de referencia
- Strauss: Elektra / Böhm
- Liebermann: Penelope / Szell
- Orff: Antigonae / Solti
- Poulenc: Dialogues Des Carmélites / B. Klobucar
- Puccini: Turandot / Solti, Colonia 1956
- Richard Strauss: Die Frau Ohne Schatten / Böhm, Rysanek
- Wagner: Der Fliegende Holländer / Moralt, Viena 1953